# Karoubis förmodan
Inom matematiken är Karoubis förmodan en förmodan framlagd av Karoubi (1979) som säger att de algebraiska och topologiska K-teorierna sammanfaller på en C*-algebra som är spatialt tensorerad med algebran av kompakta operatorer. Den bevisades av Suslin och Wodzicki (1990, theorem 6, 1992).